# Tarnawa Górna (gmina)
Tarnawa Górna – dawna gmina wiejska istniejąca w latach 1973–1977 w woj. rzeszowskim i woj. krośnieńskim (dzisiejsze woj. podkarpackie). Siedzibą władz gminy była Tarnawa Górna.
Gmina została utworzona 1 stycznia 1973 roku w woj. rzeszowskim (powiat bieszczadzki), obejmując sołectwa: Czaszyn, Łukowe, Olchowa, Średnie Wielkie, Tarnawa Dolna i Tarnawa Górna, oraz obręby geodezyjne: Brzozowiec, Choceń, Kalnica, Kamionki, Morochów, Poraż, Sukowate i Zawadka Morochowska. Obszary te należały przed 1954 głównie do gminy Łukowe w powiecie leskim oraz częściowo gminy Szczawne w powiecie sanockim (tylko Morochów i Zawadka Morochowska).
1 czerwca 1975 roku gmina znalazła się w nowo utworzonym woj. krośnieńskim.
1 lutego 1977 roku gmina została zniesiona, a z jej obszaru (i części gmin Sanok i Komańcza, a także miasta Sanoka) utworzono nową gminę Zagórz z siedzibą w mieście Zagórzu (wyłączonym równocześnie z Sanoka i nie wchodzącym w skład gminy wiejskej).
Nie należy mylić z gminą Tarnawa Niżna.